# Per Anger
Pour les articles homonymes, voir Anger.
Per Johan Valentin Anger, né le 7 décembre 1913 à Göteborg, et décédé le 26 août 2002 à Stockholm, est un diplomate suédois qui a participé au sauvetage de juifs hongrois pendant la Seconde Guerre mondiale.

## Le début de sa carrière
Anger étudie le droit à l'université de Stockholm, puis à celle d'Uppsala. Il est diplômé en 1939, et est immédiatement engagé dans l'armée. Peu après, le ministre suédois des Affaires étrangères lui propose un poste de stagiaire à la légation suédoise à Berlin qu'il débute en janvier 1940. Il est assigné au service du commerce, mais après que la légation eut reçu des informations sur une attaque nazie imminente contre la Norvège et la Danemark, il s'occupe de transmettre des renseignements à sa capitale. En juin 1941, il revient à Stockholm où il travaille sur les relations commerciales entre la Suède et la Hongrie. En novembre 1942, il est envoyé à Budapest pour y être secrétaire d'ambassade.
Après l'invasion allemande en Hongrie du 19 mars 1944, Anger devient impliqué dans le sauvetage des juifs de Hongrie. Il a alors l'idée de leur fournir des passeports suédois provisoires pour les protéger de l'arrestation et de la déportation. En dépit des doutes qu'il a sur la légalité de ces papiers, le gouvernement hongrois accepte de reconnaître leurs porteurs comme étant des citoyens suédois. Le 9 juillet, Raoul Wallenberg arrive à Budapest et utilise cette méthode à une plus grande échelle, utilisant des passeports colorés et créant des lieux d'accueil sûrs dans toute la ville. Anger et Wallenberg travaillent alors de concert, allant jusqu'à littéralement arracher les gens des convois, et dépassant de beaucoup le nombre de 700 passeports initialement prévus par Anger. Après l'invasion soviétique de 1945, Anger et Wallenberg sont tous deux mis en garde à vue. Anger est relâché trois mois plus tard, au contraire de Wallenberg qui ne ressortira jamais, devenant l'un des disparus les plus célèbres du XXe siècle.

## L'après-guerre
Après la guerre, Anger sert dans de nombreux postes diplomatiques en Égypte, en Éthiopie, en France, en Autriche et aux États-Unis. Il devient ensuite le directeur du programme suédois d'aide internationale, puis est ambassadeur en Australie, au Canada et enfin aux Bahamas. Pendant toute sa carrière après-guerre, il ne cessera de chercher à apprendre ce qui est arrivé à Wallenberg, allant même jusqu'à rencontrer le président soviétique Mikhaïl Gorbatchev dans les années 1980. En 2000, le gouvernement russe reconnaît finalement que Wallenberg est décédé dans les geôles soviétiques en 1947, bien que les circonstances du décès demeurent floues.

## Distinctions
En 1982, Anger est reconnu par le mémorial de Yad Vashem comme un Juste parmi les nations, et en 1995, il est décoré de l'ordre du mérite de la république hongroise. En 2000, il est fait citoyen honoraire d'Israël. En 2001, le musée américain de l'histoire suédoise lui remet le prix humanitaire Raoul-Wallenberg, et en avril 2002, le premier ministre suédois Göran Persson lui remet la médaille d'or « Illis Quorum Meruere Labores » pour l'ensemble de sa carrière.
Anger meurt à Stockholm des suites d'une attaque cardiaque.

## Prix Per-Anger
Le gouvernement suédois crée le prix Per-Anger pour honorer sa mémoire. Il est attribué pour des travaux humanitaires et des initiatives pour la démocratie. Le prix est attribué à des personnalités ou des organisations qui se sont distingués récemment ou dans le passé dans de telles causes. Le premier prix a été attribué en 2004.